# Casavieja
Casavieja település Spanyolországban, Ávila tartományban. Casavieja Piedralaves, La Iglesuela, Burgohondo és Mijares községekkel határos. Lakosainak száma 1394 fő (2024).

## Népesség
A település népessége az utóbbi években az alábbiak szerint változott:
| Lakosok száma | 1581 | 1482 | 1590 | 1599 | 1574 | 1536 | 1479 | 1424 | 1422 | 1394 |
|               | 2001 | 2004 | 2006 | 2009 | 2011 | 2014 | 2016 | 2019 | 2021 | 2024 |